# Arvin (nave da carico)
L'Arvin è stata una nave cargo battente bandiera di Palau diventata tristemente famosa per il video, caricato sulla piattaforma web 2.0 YouTube, che ritrae il momento della sua rottura, nel 2021.
La nave mercantile marittimo-fluviale si spezzò in due e naufragò durante una tempesta al largo di Bartın, in Turchia. Delle 13 persone a bordo 4 morirono, 3 rimasero disperse e 6 furono soccorse; undici erano ucraini e due russi.

## Storia
Precedentemente conosciuta come Volgo-Balt 189, l'Arvin fu costruita nel 1974 in Cecoslovacchia come nave mercantile marittimo-fluviale. Venne venduta e reimmatricolata più volte nel corso della sua storia. Fu rinominata Arvin nel 1997 dalla Delphin Maritime Co. Ltd., nome che mantenne per il resto della sua carriera.
Il 12 novembre 1999, durante una tempesta, 3 navi, tra cui l'Arvin, in attesa di attraccare al porto di Port-la-Nouvelle (Francia), si arenarono sulla spiaggia tra Port-la-Nouvelle e Leucate-La Franqui.
La classe Volgo-Balt era composta da navi mercantili destinate a navigare in acque generalmente calme e non in mare aperto. Tuttavia, molti bastimenti di questa serie vennero utilizzati all'interno e attorno al Mar Nero, dove molti naufragarono nel corso degli anni, tra cui la Volgo-Balt 214, perduta nel 2019 con i suoi 13 membri dell'equipaggio. Due mesi dopo il naufragio dell'Arvin, anche la Volgo-Balt 179 si inabissò nel Mar Nero, con 10 dei 13 membri dell'equipaggio sopravvissuti.
Nel 2020, i funzionari portuali in Georgia notarono una grave corrosione del ponte e portelli meteorologici mal mantenuti sull'Arvin, suggerendo che la nave dovesse essere demolita. Il suo proprietario, però, non la fece smantellare. Avrebbe dovuto sottoporsi a un audit importante nell'aprile 2021.

### Il naufragio
Il 2 gennaio 2021, la nave lasciò Poti, in Georgia, diretta a Burgas, in Bulgaria. Trasportava circa 2.900 tonnellate di urea da utilizzare come fertilizzante, considerati non pericolosi. Cercò riparo dalle intemperie al largo della costa di Sinope (Turchia) il 5 gennaio 2021, dove rimase per nove giorni. Il 14 salpò di nuovo, solo per ancorare a Bartın il giorno successivo in previsione di ulteriori condizioni meteorologiche avverse.
Il 17 gennaio il tempo peggiorò. Il mare grosso con onde alte 2-3 metri con venti di forza 5-6 (17-27 nodi, 31-50 km/h, 20-31 mph) causò il beccheggio e il rollio della nave. Intorno alle 11:00 ora locale, il comandante della nave ordinò che i motori principali venissero avviati per fornire un controllo aggiuntivo. Verso le 12:20, l'Arvin si spezzò in due. L'equipaggio lanciò l'allarme non appena si accorse di quanto stava accadendo e inviò un messaggio tramite l'interfono per abbandonare la nave. La forza del mare, tuttavia, impedì la possibilità di intervento immediato da parte di altre navi non distanti.
Dieci dei dodici membri dell'equipaggio si radunarono sul ponte di poppa, la maggior parte indossando una muta di sopravvivenza; il comandante e l'ufficiale capo non arrivarono al raduno, bensì vennero aiutati a indossare le mute dal vice comandante, prima che quest'ultimo si unisse agli altri; la maggior parte del personale di bordo dichiarò che solo il direttore di macchina era senza muta, nonostante ce ne fossero abbastanza a bordo, ma il saldatore riferì che anche l'allievo ufficiale di coperta non l'aveva.
Mentre la nave cominciava a inclinarsi a babordo, uno o due cadetti caddero in acqua, forse incluso l'allievo ufficiale di coperta che non aveva ancora indossato la muta, e dopo altri due minuti l'equipaggio rimanente iniziò a lasciare la nave intenzionalmente. Un totale di cinque, tra cui il terzo ufficiale, il cuoco, l'ingrassatore, il terzo ufficiale di macchina e un cadetto, riuscirono a salire su una lancia di salvataggio, mentre molti altri, tra cui il nostromo, si tuffarono in mare. Tra i marittimi sul ponte di poppa gli ultimi a tuffarsi in mare furono il direttore di macchina e il primo ufficiale di macchina.
Secondo le interviste dell'equipaggio, diversi membri che non erano presenti sulla scialuppa di salvataggio si aggrapparono a due pezzi di legno separati per rimanere a galla. Le onde impedirono alle scialuppe di salvataggio e ai nuotatori di unirsi l'uno all'altro. Non tutti quelli che riuscirono a salire sulla zattera o si aggrapparono al legno sopravvissero. La guardia costiera turca arrivò in loco dopo 2 ore e mezza, salvò sei persone e recuperò tre corpi. I restanti tre corpi non furono mai ritrovati.
I sopravvissuti furono il cadetto con una muta di sopravvivenza che cadde in acqua, il direttore di macchina, che si tuffò in acqua senza muta, il vice comandante anche lui in muta e tre dei marittimi con muta nella lancia: il saldatore, il primo ufficiale di macchina e l'ingrassatore. I corpi del cuoco, di un cadetto e del ufficiale capo furono recuperati. I corpi del comandante, del nostromo e dell'allievo ufficiale di coperta (senza muta) non furono recuperati.